# StarCraft: Ghost
StarCraft: Ghost là một video game hành động lén lút quân sự khoa học viễn tưởng trước đây được hãng Blizzard Entertainment phát triển. Là một phần trong dòng game StarCraft của Blizzard, trò chơi được công bố vào ngày 20 tháng 9 năm 2002 và được hãng Nihilistic Software phát triển dành cho các hệ máy console Nintendo GameCube, Xbox và PlayStation 2. Tại thời điểm đó StarCraft vẫn đang có sức hút rất lớn, vì vậy mà Ghost cũng nhanh chóng nhận được sự quan tâm của giới truyền thông lẫn các fan hâm mộ. Một vài sự chậm trễ trong quá trình phát triển đã khiến Blizzard phải dời lại ngày phát hành và trò chơi vẫn chưa thực hiện được. Nihilistic Software đã nhường lại quá trình phát triển cho Swingin' Ape Studios vào năm 2004 trước khi Blizzard mua lại công ty, và các kế hoạch dành cho phiên bản GameCube đã bị hủy bỏ vào năm 2005.
Blizzard đã công bố vào tháng 3 năm 2006 rằng trò chơi được đưa vào "giữ vô thời hạn" trong lúc công ty xem xét khả năng hệ máy chơi game console đời thứ bảy. Bản báo cáo công khai tiếp theo từ nhân viên công ty đã mâu thuẫn về việc liệu sản xuất có được gia hạn hoặc các yếu tố câu chuyện theo như dự tính có tác động vào các sản phẩm khác hay không. Sự trì hoãn liên tục của Ghost đã khiến cho tựa game này bị dán nhãn là vaporware, và được xếp hạng thứ năm trong giải thưởng vaporware hàng năm của Wired News vào năm 2005. Đến năm 2014, chủ tịch Blizzard Mike Morhaime khẳng định rằng Ghost đã chính thức bị hủy bỏ.
Không giống như phiên bản tiền nhiệm thuộc thể loại chiến lược thời gian thực StarCraft, Ghost là một game bắn súng góc nhìn thứ ba, và được dự định để cung cấp cho người chơi một cái nhìn gần gũi hơn và cá nhân hơn của thế giới StarCraft. StarCraft: Ghost đưa người chơi hóa thân vào Nova, một đặc vụ tâm linh bên phe Terran được gọi là "ghost", trò chơi lấy bối cảnh bốn năm sau khi kết thúc các sự kiện chính trong StarCraft: Brood War liên quan đến âm mưu về một dự án quân sự bí mật được cấp trên của Nova tiến hành tại đế chế Terran Dominion. Rất ít chi tiết về cốt truyện của trò chơi được tiết lộ; thế nhưng vào tháng 11 năm 2006 sau khi game bị dời lại ngày ra mắt, một cuốn tiểu thuyết được xuất bản với nhan đề StarCraft Ghost: Nova nói về cốt truyện khung của nhân vật trung tâm.

## Lối chơi

### Phần chơi chiến dịch

Một bức ảnh chụp màn hình của trò chơi vào năm 2005 ngay trước khi tựa game bị hoãn lại. Cho thấy cảnh Nova đang giao chiến với một đội lính canh của Terran trong một cuộc đọ súng.

Trong lối chơi của StarCraft: Ghost, nhân vật chính Nova phải hành động lén lút và bóng tối bao trùm để đạt được mục tiêu mà không bị địch phát hiện. Nova có một thiết bị tàng hình cho phép tạm thời che giấu thân mình, nhưng một số nhân vật NPC đối địch do máy điều khiển có thể khắc phục điều này bằng các thiết bị và khả năng đặc biệt. Nova cũng được trang bị kính ảnh nhiệt và một thiết bị EMP đặc biệt để vô hiệu hóa các thiết bị điện tử và các loại xe cộ. Ngoài việc tập trung vào các yếu tố tàng hình, StarCraft: Ghost còn có cả một hệ thống chiến đấu phức tạp. Blizzard đã lên kế hoạch đưa vào một kho vũ khí nhỏ gồm súng bắn tỉa và tấn công, lựu đạn, shotgun và súng phun lửa. Nova có thể giao chiến đấu tay đôi với nhau và sử dụng các kỹ năng để loại bỏ mối đe dọa của đối phương một cách âm thầm. Nếu bị phát hiện, lính gác của địch sẽ báo động và lùng sục người chơi, thiết lập bẫy, và nã đạn một cách mù quáng để vô hiệu hóa thiết bị tàng hình của Nova.
Nova khá là nhanh nhẹn, hoạt bát và có khả năng thực hiện các thao tác như che đậy và leo gờ, trèo từ đường ống và trượt xuống theo kiểu zipline. Người chơi có quyền tiếp cận năng lực psionic của Nova được mài dũa thông qua khóa huấn luyện làm đặc vụ ghost, chẳng hạn như khả năng để cải thiện tốc độ và phản xạ quyết liệt của cô. StarCraft: Ghost còn có rất nhiều các chủng loại đơn vị khí tài từng hiện diện trong StarCraft và StarCraft: Brood War. Một số loại khí tài đơn cử như tuần dương hạm không gian và phi thuyền chiến đấu chỉ đóng vai trò hỗ trợ, trong khi số khác chẳng hạn như xe bay hoverbike, xe trinh sát và xe tăng vây hãm tân tiến mà người chơi đều có thể điều khiển được hết.

### Phần chơi nối mạng
Chế độ chơi nối mạng trong StarCraft: Ghost khác hẳn so với cơ chế tàng hình của phần chơi đơn. Nó nhằm mục đích cung cấp cho người chơi góc nhìn cá nhân những trận đánh từ các bản chiến lược thời gian thực của dòng game này. Theo đó, mục chơi nối mạng của Ghost được cấu trúc xoay quanh lối chơi đồng đội theo kiểu thứ hạng và chiến đấu trong một loạt chế độ game. Ghost kết hợp các mục chơi truyền thống từ những game chơi nối mạng chẳng hạn như Deathmatch (tử chiến), Capture the Flag (cướp cờ) và King of the Hill (chiếm nhà), nhưng cũng giới thiệu hai chế độ chơi được thiết kế đặc biệt dành cho thế giới StarCraft. Đầu tiên là "Mobile Conflict" yêu cầu hai đội chiến đấu lẫn nhau nhằm tranh giành quyền kiểm soát một nhà máy quân sự của phe Terran duy nhất với khả năng bay trong khí quyển. Sử dụng khí tài và chiến thuật nhóm, cả hai đội phải lần đầu đặt chân lên tòa nhà rồi sau đó chiếm giữ phòng điều khiển để bay đến điểm khởi đầu của đội mình. Công trình buộc phải hạ cánh và được phòng thủ để tránh bị nhóm đối phương đánh chiếm trong một khoảng thời gian.
Chế độ game hấp dẫn thứ hai là "Xâm lược" buộc cả hai đội phải chiến đấu lẫn nhau nhằm tranh giành quyền kiểm soát các nút tài nguyên khoáng sản. Bất cứ khi nào các đội chiếm được một nút thì họ sẽ được số điểm dùng để sắm sửa quân chủng và khí tài. Trong tất cả mục chơi theo nhóm, các đội có thể tiếp cận vào bốn lớp đơn vị quân Terran gồm: bộ binh nhẹ, marine, firebat và ghost. Lớp bộ binh nhẹ có áo giáp rất nhẹ nhưng lại có tầm bắn vũ khí lớn, trong khi marine là loại lính mặc giáp hạng nặng với một khẩu súng trường tấn công và lựu đạn. Firebat là loại lính marine hạng nặng được trang bị súng phun lửa và tên lửa napalm. Sau cùng, ghost là một biến thể của nhân vật Nova trong chế độ chơi đơn, được trang bị một loại thiết bị tàng hình, kính ảnh nhiệt, thiết bị EMP và súng bắn tỉa, nhưng lại thiếu khả năng tốc độ. Do kích cỡ của bộ giáp được cánh lính marine và firebat mặc vào nên chỉ có mỗi ghost và bộ binh nhẹ là có thế lái được khí tài trong game.

## Cốt truyện
Ghost diễn ra trong vũ trụ hư cấu của dòng StarCraft. Dòng game lấy bối cảnh trong một phần xa xôi của thiên hà được gọi là Koprulu Sector và bắt đầu vào năm 2499. Hàng ngàn tù nhân thuộc phe Terran bị trục xuất khỏi Trái Đất nằm dưới sự thống trị của một đế chế độc tài toàn trị là Terran Dominion, gặp phải sự chống đối bởi một số nhóm phiến quân nhỏ hơn. Hai chủng tộc ngoài hành tinh phát hiện ra nhân loại: bầy côn trùng Zerg bắt đầu xâm chiếm các hành tinh thuộc quyền kiểm soát của Terran; và Protoss được coi là một chủng tộc bí ẩn với quyền năng psionic cực mạnh cố gắng diệt trừ giống loài Zerg. Ghost diễn ra bốn năm sau cái kết của StarCraft: Brood War, theo đó thì Zerg trở thành thế lực thống trị trong khu vực này và khiến cho cả Protoss và Dominion chìm ngập trong đống đổ nát hoang tàn. Trò chơi kể về câu chuyện của Nova, một đặc vụ ghost trẻ trung—một gián điệp của phe người có thể tác động đối phương bằng khả năng tâm linh—làm việc dưới trướng của Dominion.

Nova, nhân vật chính của trò chơi, xuất hiện trong một đoạn phim từ Ghost. Các đoạn phim đã được thiết kế để có chất lượng cao hơn so với những cảnh phim trong các bản StarCraft trước đây.

Dù trò chơi đã bị hoãn lại vô thời hạn, phần sườn câu chuyện dành cho Nova đã được phát hành trong tiểu thuyết StarCraft Ghost: Nova của Keith R. A. DeCandido. Có nghĩa là cuốn tiểu thuyết sẽ kèm theo ngày phát hành của game, nhưng đã được xuất bản vào năm 2006 sau khi quá trình phát triển chững lại. Trong tiểu thuyết, Nova là một cô gái mười lăm tuổi và là con gái của một trong những gia đình cầm quyền của Confederacy of Man, một chính phủ áp bức dân chúng xuất hiện trong StarCraft. Confederacy về sau bị quân nổi dậy lật đổ dẫn đến sự hình thành đế chế Dominion. Nova có tiềm năng psionic đáng kể, nhưng không bị đưa vào chương trình huấn luyện đặc vụ ghost của Confederacy do ảnh hưởng của cha cô. Sau khi gia đình cô bị quân nổi dậy chống Confederacy giết hại, Nova mất kiểm soát khả năng tinh thần của mình và vô tình giết chết 300 người xung quanh nhà mình. Cô bỏ trốn khỏi quê nhà trước khi bị bắt giữ, và sau đó bị buộc phải làm việc như một chấp hành viên và đao phủ cho một tổ chức tội phạm ở thành phố ngầm của Tarsonis. Mãi về sau Nova mới được một đặc vụ của Confederacy tới giải cứu khi đang điều tra vụ mất tích của cô trong một cuộc tấn công của quân kháng chiến vào thủ đô Confederacy dẫn đến sự hủy diệt của Confederacy. Đến lúc này Nova lại thuộc về quyền sở hữu của đế chế vừa mới thành lập Terran Dominion, họ xóa bỏ ký ức của cô và huấn luyện để biến cô trở thành một đặc vụ "Ghost" phục vụ cho những mưu đồ chính trị của Dominion.
Vài chi tiết đã được tiết lộ về cốt truyện của Ghost ngoài sườn câu chuyện của Nova. Dưới thời trị vì của hoàng đế Arcturus Mengsk, Terran Dominion đã gây dựng lại nhiều sức mạnh vốn có và kiểm soát một quân đội mới gầy dựng để chống lại Zerg. Nhằm tăng cường hơn nữa hiệu quả của quân đội, Mengsk khởi tạo một hoạt động nghiên cứu bí mật có mật danh là Project: Shadow Blade và đặt nó dưới sự chỉ huy của cánh tay phải của mình là Tướng Horace Warfield. Trong chương trình này, một loại khí mang tính thực nghiệm và có khả năng gây chết người gọi là terrazine được sử dụng để nâng cao cấu trúc di truyền của các đặc vụ ghost tâm linh của Dominion. Quá trình này được mô tả như thay đổi các đặc vụ thành "các thực thể siêu nhân bóng tối có khuynh hướng thực hiện ý muốn của chủ nhân thực sự của họ". Cũng vào giữa lúc này mà Nova đã hoàn thành khóa huấn luyện và được phái tới tham gia vào các hoạt động chống lại Mặt trận Giải phóng Koprulu, một nhóm quân kháng chiến thách thức đế chế của Mengsk. Tuy nhiên, nhiệm vụ của Nova tình cờ làm cô phát hiện ra một âm mưu có liên quan đến Shadow Blade. Khám phá này khiến cô nghi ngờ lòng trung thành của mình với Dominion và có thể phá vỡ sự cân bằng quyền lực trong thiên hà.

## Phát triển và hủy bỏ
Ngày 20 tháng 9 năm 2002, Blizzard Entertainment đã công bố quá trình phát triển của StarCraft: Ghost cùng với đồng nghiệp là công ty game Nihilistic Software. Nihilistic đã nhắm đến việc phát hành trò chơi cho các hệ máy chơi game console Xbox, PlayStation 2 và Nintendo GameCube vào cuối năm 2003, làm dấy lên những phản ứng tích cực từ giới báo chí. Trò chơi vẫn tiếp tục bị trì hoãn, và trong suốt quý III năm 2004, Nihilistic đã ngưng hẳn dự án này. Blizzard nói rằng Nihilistic đã hoàn thành công việc theo đúng như hợp đồng được ký kết, và tựa game sẽ được bàn giao trong thời gian này.
Tháng 7 năm 2004, Blizzard Entertainment đã bắt đầu hợp tác với Swingin' Ape Studios thực hiện trò chơi, và mua lại công ty này vào tháng 5 năm 2005. Bất chấp lời dự đoán về game từ cánh nhà báo ngành công nghiệp này, Ghost lại trì hoãn một lần nữa và ngày phát hành bị dời lại đến tận tháng 9 năm 2005. Tại Electronic Entertainment Expo 2005, Ghost đã chính thức tái công bố, nhưng phiên bản GameCube đã bị Swingin' Ape Studios hủy bỏ do thiếu sự hỗ trợ trực tuyến của hệ máy này. Ngày phát hành của trò chơi một lần nữa lại bị trì hoãn cho đến năm 2006. Bất chấp những nỗ lực của Swingin' Ape, Ghost đã thất bại trong việc thực hiện hóa theo như dự kiến, và vào tháng 3 năm 2006 Blizzard Entertainment đã công bố sự hoãn vô thời hạn quá trình phát triển của Ghost trong khi công ty khai thác lựa chọn mới với thế hệ thứ bảy mới nổi của hệ máy chơi game console. Dù có lịch sử phát triển lâu dài, IGN lưu ý rằng khái niệm của Ghost vẫn giữ đúng như lời hứa. Dù quá trình phát triển của trò chơi đã bị đình chỉ, cuốn tiểu thuyết StarCraft Ghost: Nova của Keith R. A. DeCandido được xuất bản vài tháng sau đó vào tháng 11 năm 2006.
Nhằm bổ sung cho quá trinh thực hiện trò chơi của Nihilistic và Swingin Ape Studio, nhóm dựng phim của Blizzard—ban đầu được thành lập để phát triển các đoạn phim cắt cảnh của StarCraft—đã tạo ra những đoạn phim cắt cảnh cho phần chiến dịch chơi đơn của Ghost, vốn là một phần không thể thiếu cho toàn bộ cốt truyện của game. Nhóm này thoạt đầu chỉ gồm có sáu người, sau tăng đến 25 người và sử dụng phần cứng, phần mềm, kỹ thuật dựng phim mới nhất để tạo ra những đoạn phim cắt cảnh chất lượng cao hơn so với những đoạn phim cắt cảnh có trong StarCraft và Brood War. Trailer của trò chơi, bao gồm các cảnh quay của nhóm làm phim, được phát hành vào tháng 8 năm 2005.
Kể từ khi quá trình sản xuất của Ghost bị dừng lại, Blizzard Entertainment đã không thường xuyên phát hành các thông tin về tựa game này. Nhân vật chính của trò chơi là Nova có mặt trong một màn chiến dịch của StarCraft II: Wings of Liberty, mà người chơi được cung cấp tùy chọn theo về phía cô ấy hoặc chiến đấu chống lại lực lượng của mình. Cô cũng xuất hiện trong StarCraft II: Heart of the Swarm. Metzen nói thêm rằng ông tin là Ghost sở hữu một cốt truyện tuyệt vời có thể được kể trong các cuốn tiểu thuyết tương lai từ sau tác phẩm Nova của DeCandido. Tháng 6 năm 2007, Rob Pardo, một trong những nhà phát triển chính tại Blizzard Entertainment đã cho thấy hãng vẫn còn sự quan tâm đến việc hoàn thành Ghost. Sau đó trong một cuộc phỏng vấn, Pardo nói rằng Blizzard đã "bướng bỉnh" trong việc kiên trì với Ghost nhưng họ "đã không thể thực hiện [game] ở cấp độ mà chúng tôi muốn". Chủ tịch của Blizzard Mike Morhaime và Pardo đã trình bày về lịch sử của công ty tại Hội nghị thượng đỉnh D.I.C.E. vào tháng 2 năm 2008. Trong bài phát biểu, họ đã liệt danh sách các game bị hủy bỏ bởi Blizzard không bao gồm cả Ghost trong đó. Khi được hỏi về điều này, đồng sáng lập của Blizzard Frank Pearce giải thích rằng tựa game này chẳng bao giờ "bị hủy bỏ về mặt kỹ thuật" và rằng nó không nằm trong tâm điểm của công ty vào lúc này do tổng số nguồn nhân lực phát triển có hạn. Morhaime sau này còn cho biết thêm là chính sự thành công bất ngờ của World of Warcraft và sự phát triển đồng thời của StarCraft II đã tiêu tốn nguồn nhân lực của Blizzard, dẫn tới Ghost bị xếp xó. Bất chấp sự thông báo của Blizzard, nhiều nhà báo ngành công nghiệp game giờ đã xếp Ghost khi bị hủy bỏ và coi nó như là vaporware; trò chơi đứng thứ năm tại Giải thưởng Vaporware thường niên trong ấn bản năm 2005 của tạp chí Wired News‍.
Ngày 23 tháng 9 năm 2014 trong một cuộc phỏng vấn với Polygon về việc hủy bỏ dòng đời tiếp theo của Blizzard MMO Titan, Mike Morhaime đã xác nhận rằng StarCraft: Ghost cũng bị hủy bỏ. "Thật là khó khăn khi chúng tôi hủy bỏ Warcraft Adventures. Thật khó xử khi chúng tôi hủy bỏ StarCraft: Ghost," ông nói. "Nhưng nó luôn dẫn đến tác phẩm chất lượng tốt hơn." Trong một bài viết đăng trên trang web Polygon vào tháng 7 năm 2016, có ý kiến cho rằng khi quá trình sản xuất trò chơi bị tạm dừng, lý do chính khiến nó bị bỏ xó là vì game chạy trên hệ máy PlayStation 2 và Xbox, nhưng dự tính lên kế hoạch phát hành vào năm 2005 khi Xbox 360 sắp được phát hành, và cần rất nhiều tài nguyên để chuyển đổi từ thế hệ máy chơi game console trước sang thế hệ máy chơi game hiện tại cũng như hãng Blizzard đã gặt hái được nhiều thành công với tựa game World of Warcraft chỉ dành cho PC được phát hành gần đây.

## Rò rỉ
Tháng 1 năm 2020, những đoạn video có vẻ là từ phiên bản Xbox của trò chơi bị hủy bỏ bắt đầu xuất hiện trực tuyến. Ngày 16 tháng 2 năm 2020, nhiều đoạn video quay cảnh màn chơi, khu vực và lối chơi khác nhau đều được tải lên web. Những thông tin tường thuật về việc các tập tin game phiên bản phát triển Xbox bị rò rỉ ra công chúng bắt đầu xuất hiện. Cánh nhà báo làm việc tại các ấn phẩm về game như Kotaku đã xác minh tính hợp pháp của đoạn mã khởi đầu cho việc lan truyền trực tuyến này. Suốt cả ngày hôm đó, các kênh lưu trữ cảnh quay của tựa game này trên YouTube đều nhận được những thông báo vi phạm khiến họ phải xóa bỏ nhiều đoạn video trên. Sau cùng, các tập tin được tuyền bá trực tuyến rộng rãi thông qua các phương pháp chia sẻ tập tin như trình theo dõi torrent. Đây là lần thứ hai một phiên bản có thể chơi được, dù chưa hoàn thiện và còn thô sơ, của một tựa game Blizzard đã bị hủy bỏ bị rò rỉ trực tuyến, lần đầu tiên xảy ra với tựa game Warcraft Adventures: Lord of the Clans bị rò rỉ trực tuyến vào tháng 9 năm 2016.